# Carme Riera i Guilera
Carme Riera i Guilera (Palma, 12 januari 1948) is een Spaanse schrijfster en hoogleraar. Ze schrijft in het Catalaans en doceert Spaanse literatuur aan de Autonome Universiteit van Barcelona. Sedert 2012 is ze lid van de Koninklijke Spaanse Academie.
Riera werd in Palma op Majorca geboren maar woont en werkt in Barcelona. In 1975 schreef ze haar eerste verhalenbundel, Te deix, amor, la mar com a penyora (Liefste, ik geef je de zee als onderpand), die meteen een bestseller werd. Naast literaire werken schreef ze ook studies over dichters van de Barcelonese School (Carlos Barral, Jaime Gil de Biedma en José Agustín Goytisolo) en verder draaiboeken voor radio en televisie en kinder- en jeugdboeken. Veel van haar eigen werken heeft ze naderhand zelf in het Spaans vertaald. Sedert begin 2014 heeft ze een tweewekelijkse column in de krant La Vanguardia.

## Biografie
Riera bracht haar jeugd door in haar geboortestad Palma. Ze heeft familiebanden met ingenieur Eusebi Estada en generaal Valerià Weyler. Nauwelijks acht jaar oud begon ze haar eigen variaties op de sprookjes die haar oma Caterina vertelde te schrijven. In 1965 verhuisde ze naar Barcelona, waar ze haar studie Spaanse filologie aan de Autonome Universiteit begon. Ze studeerde af in 1970 en spoedig begon ze als docent aan haar alma mater. Ze was actief betrokken bij de studentenbeweging tegen de franquistische dictatuur en de Oorlog in Vietnam en militeerde in de opkomende vrouwenbeweging. In die tijd vormde ze haar eigen kijk op de wereld en stelde ze de gevestigde traditionele waarheden en waarden ter discussie in een streven naar een andere maatschappij.
Haar eerste verhalenbundel Te deix, amor, la mar com a penyora, verschenen in 1975, vond veel weerklank. Ze noteerde haar erotische fantasieën, die lang taboe waren, zoals de liefde tussen vrouwen, in een verfrissende stijl in de Majorcaanse variant van het Catalaans. "Het gekruide proza dat daaruit resulteert is vanwege de humor eerder speels dan losbandig." Dat was na de veertig loden jaren van nationaalkatholieke censuur een literaire revolutie. Ze behield haar kritische blik, ook op de toenmalige maatschappij. Daarop volgde haar tweede werk, de verhalenbundel Jo pos per testimoni les gavines (Ik neem de meeuwen als getuige) in dezelfde geest.
In 1980 verscheen haar eerste roman Una primavera per a Domenico Guarini (Een lente voor Domenico Garini). Ze ontwikkelt daarin eigenzinnig haar eigen stijl: een roman van niveau, die zowel verschillende taalregisters (literaire taal, volkstaal e.d.) alsook de genres (politieroman en essay) vermengt. Die speelse, ironische en ongedwongen omgang met de taal typeert ook haar volgende werken Epitelis tendríssims, Qüestió d'amor propi en Joc de miralls.
Daarna volgen twee historische romans, Dins el darrer blau en Cap al cel obert. In beide werken hebben de protagonisten een dubbele majorcaans-joodse identiteit. Dins el darrer blau speelt zich af aan het einde van de zeventiende eeuw en beschrijft het verhaal van een groep joden die door de Inquisitie tot de brandstapel worden veroordeeld. Cap al cel obert beschrijft de geschiedenis van enkele nakomelingen van de eerste groep die naar Cuba uitgeweken zijn en zich midden in het conflict tegen de koloniale bezetters bevinden.

## Werken
In het Nederlands vertaald
- Balkons met trieste dromen, vertaling Marga Demmers, 1988, ISBN 9789060127575
- Tintelingen, vertaling Elly de Vries, 1991, ISBN 9789071035371

In het Catalaans
Een volledige lijst is beschikbaar in het artikel van de Catalaanse Wikipedia.
- La veu de la Sirena (2015): een hedendaagse versie van het bekende sprookje van Hans Christian Andersen, waarin de zeemeermin in eigen naam spreekt, in een versie voor volwassen lezers, anders dan de honingzoete Disney-versie.[5]

## Erkenning en prijzen
- 2014 - de prijs voor een literair oeuvre toegekend door de vereniging van de boekhandelaars en uitgevers van Barcelona.[6]
- Sedert 9 april 2012 is ze volwaardig lid van de Koninklijke Spaanse Academie[6]
- 2005 - Gouden medaille van de Raad van Majorca
- 2003 - Premi Sant Jordi de novel·la met La meitat de l'ànima
- 2002 - Premi Ramon Llull
- 2001 - Premi Nacional de Literatura en Serra d'Or-criticiprijs voor literatuur en essay met de roman Cap al cel obert
- 2000 - Creu de Sant Jordi
- 1994 - Premi Josep Pla de narrativa, de Lletra d'or, de Premi Joan Crexells de narrativa en de Premi Nacional de narrativa de les Lletres Espanyoles met Dins el darrer blau
- 1989 - Premi Ramon Llull de novel·la met de roman Joc de Miralls
- 1980 - Premi Prudenci Bertrana de novel·la met de roman 'Una primavera per a Domenico Guarini

- Bibsys: 90257592
- Biblioteca Nacional de España: XX1122334
- Bibliothèque nationale de France: cb121000625 (data)
- Catàleg d'autoritats de noms i títols de Catalunya: 981058521518406706
- CiNii: DA09631485
- Digitale Bibliotheek voor de Nederlandse Letteren: rier002
- Gemeinsame Normdatei: 119341867
- International Standard Name Identifier: 0000 0001 1613 6584
- Library of Congress Control Number: n82027999
- Nationale Bibliotheek van Tsjechië: kup20010000082843
- Nationale bibliotheek van Australië: 54954623
- Nationale Bibliotheek van Israël: 987007440844505171
- Nationale Bibliotheek van Polen: a0000001286162
- Nationale en Universitaire bibliotheek Zagreb: 000675798
- Nederlandse Thesaurus van Auteursnamen: 073778931
- Istituto Centrale per il Catalogo Unico: TO0V034864
- Système universitaire de documentation: 029356652
- Trove: 1598329
- Virtual International Authority File: 29563108
- WorldCat: E39PBJyxjTpXjVRFQmfxTpkCcP